# 萊沃恰區

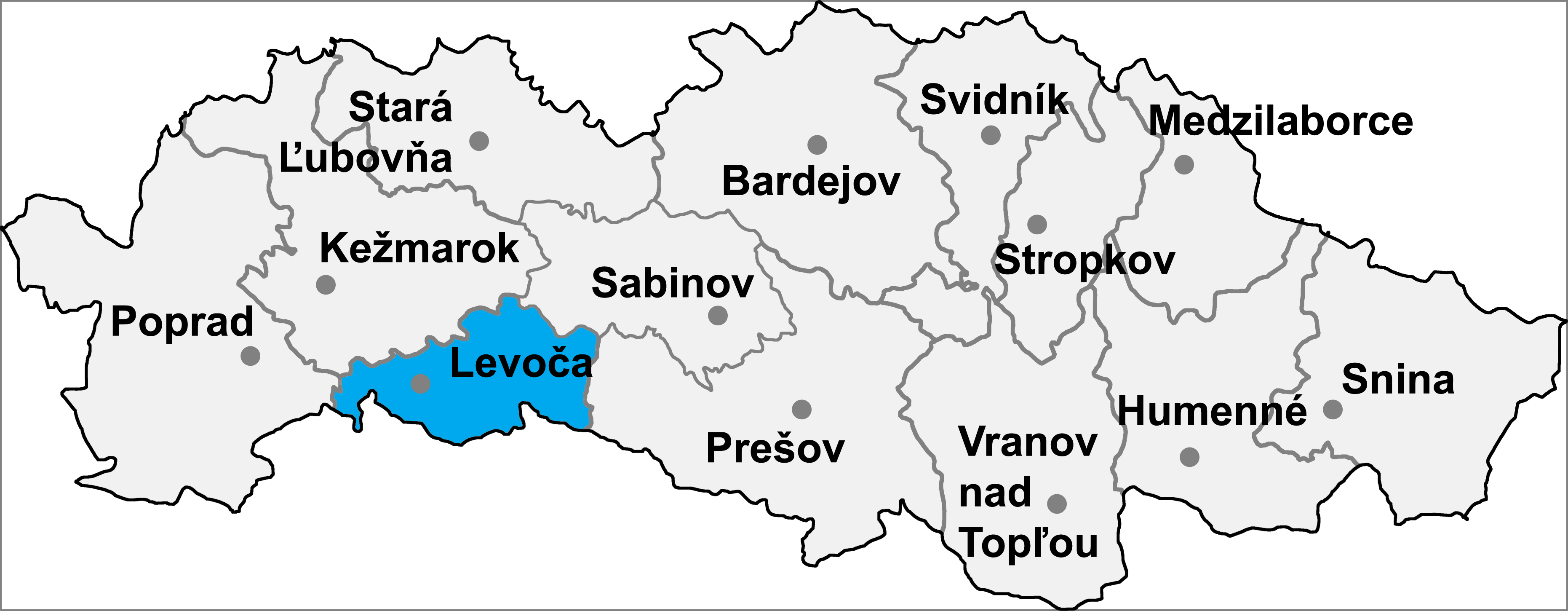
莱沃恰区在普雷绍夫州的位置

莱沃恰区是斯洛伐克普雷绍夫州西南部的区份。总面积421平方公里，总人口33 444（2013年12月31日），人口密度79.44人/平方公里。